# 在朝鮮民主主義人民共和国中華人民共和国大使館
在朝鮮民主主義人民共和国中華人民共和国大使館（ざいちょうせんみんしゅしゅぎじんみんきょうわこくちゅうかじんみんきょうわこくたいしかん、中国語: 中华人民共和国驻朝鲜民主主义人民共和国大使馆、朝鮮語: 조선민주주의인민공화국주재중화인민공화국대사관）、駐朝中国大使館（中国語: 中国驻朝鲜大使馆、朝鮮語: 조선주재중국대사관、英語: Embassy of China in North Korea）は、中華人民共和国が朝鮮民主主義人民共和国（北朝鮮）に設置している在外公館で、駐朝中国大使が全権代表を務めている。大使館は接受国の首都である平壌市牡丹峰区域長村洞に位置する。

## 部門
大使館には各部門が設けられており、具体的には政治処（英語: Political Section）、ニュース・公共外交処（英語: Information Section）、領事部（英語: Consular Section）、弁公室（英語: Administration Section）、武官処（英語: Military Attaché Office）、経商処（英語: Economic and Trade Section）、文化処（英語: Cultural Section）、教育組（英語: Education Section）、科技組（英語: Science & Technology Section）が含まれる。